# 張賢珠
張賢珠（韓語：장현주)，韓國電視劇編劇。

## 作品

### 電視劇
- 2007年：MBC《我們幸福的幾個質疑》
- 2007年：MBC《咖啡王子1號店》
- 2011年：MBC《天堂牧場》
- 2015年：MBC《夜行書生》

## 外部連結
- NAVER搜索